# شهرستان مامونتوفسکی
شهرستان مامونتوفسکی (به لاتین: Mamontovsky District) یک شهرستان در روسیه است که در سرزمین آلتای واقع شده‌است.